# (21799) Ciociaria
(21799) Ciociaria (1999 TP) – planetoida z grupy pasa głównego asteroid okrążająca Słońce w ciągu 5,39 lat w średniej odległości 3,07 j.a. Odkryta 1 października 1999 roku.